# Castello di Bosses
Il castello di Bosses è una casaforte della Valle d'Aosta, nel villaggio di Saint-Léonard, capoluogo del comune di Saint-Rhémy-en-Bosses.

## Storia
Il castello, con la tipica pianta quadrata massiccia delle prime caseforti valdostane, risale al XII secolo quando venne fatto edificare dalla famiglia Bosses (de Bocha) che aveva ricevuto in feudo queste terre dalla famiglia dei signori di Quart. Sul finire del Duecento la famiglia Bosses entrò in contrasto coi conti di Savoia e dopo alcune contese nel 1288 Giacomino di Bosses venne costretto a divenire vassallo dei Savoia, consegnando loro il castello ed il feudo di Bosses.
La costrizione al vassallaggio, portò una decina di anni dopo la famiglia a cercare di ribellarsi ai conti di Savoia il che portò il balivo di Aosta ad emettere un'ordinanza secondo la quale le truppe sabaude avrebbero dovuto radere al suolo la torre d'avvistamento del castello, le cui pietre si possono ancora oggi notare nella parte est del complesso.
Dopo ulteriori conflitti, nel 1320 Tommaso di Bosses decise di cedere al conte Amedeo V di Savoia tutti i propri possedimenti e i diritti sul pedaggio nel feudo. Sul finire del Quattrocento la famiglia Bosses riuscì a riscattare la proprietà dai Savoia e ricostruì il castello nelle forme attuali. La famiglia ne rimase proprietaria sino al 1742 quando lo stabile venne venduto ai Savin. All'estinzione di quest'ultima casata nel 1861, la proprietà passò ai Massea (sino al XX secolo) e poi ai Gallone che nel 1984 la cedettero alla Regione Valle d'Aosta.
Sotto il patrocinio della Regione, nel 1998 è stato iniziato un restauro dello stabile conclusosi nel 1999 che ha riportato all'arredo di alcune sale in stile moderno per conferenze, mostre ed eventi. Il castello esternamente l'aspetto quattrocentesco, mentre l'interno, che non è stato possibile ripristinare, risulta completamente rinnovato e ricostruito per la fruizione museale.